# Uzavřená časupodobná křivka
V matematické fyzice je uzavřená časupodobná křivka (UČK) světočára v Lorentzově varietě, hmotné částečky v časoprostoru, který je “uzavřený” a vrací se do svého výchozího bodu. Tato možnost byla objevena Willemem Stockumem v roce 1937 a později potvrzena Kurtem Gödelem v roce 1949, který objevil řešení rovnic obecné teorie relativity (OTR) umožňujících UČK známých jako Gödelova metrika; od té doby byla nalezena další OTR řešení obsahující UČK, jako je Tiplerův válec a průchozí červí díry.
Existují-li UČK, zdá se, že jejich existence přinejmenším předpokládá teoretickou možnost cestování dozadu v čase, což vyvolává hrozbu paradoxu dědečka, i když se zdá, že zásada důslednosti sebe sama ukazuje, že takové paradoxy by neměly nastat. Někteří fyzikové spekulují, že UČK, které se objevují v určitých řešeních OTR, mohou být vyloučeny budoucí teorií kvantové gravitace, která by nahradila OTR, myšlenkou, kterou Stephen Hawking označil za domněnku chronologické ochrany. Jiní si všimli toho, že jestliže každá uzavřená časová křivka v daném časoprostoru projde horizontem události, vlastnost, která může být nazývána chronologickou cenzurou, pak ten časoprostor s vyříznutými událostními obzory by se ještě byl choval kauzálně dobře a pozorovatel může nebýt schopen odhalit kauzální narušení.